# Diana Ross' Greatest Hits
Diana Ross' Greatest Hits è un album di raccolta della cantante statunitense Diana Ross, pubblicato nel 1976.

## Tracce

### Versione USA
Side A
1. Touch Me in the Morning – 3:26 (Michael Masser, Ron Miller)
2. Love Hangover – 7:49 (Marilyn McLeod, Pam Sawyer)
3. Last Time I Saw Him – 2:50 (Masser, Sawyer)
4. I Thought It Took a Little Time (But Today I Fell in Love) – 3:19 (Masser, Sawyer)
5. Theme from Mahogany (Do You Know Where You're Going To) – 2:50 (Masser, Gerry Goffin)

Side B
1. Ain't No Mountain High Enough – 6:16 (Nickolas Ashford, Valerie Simpson)
2. Remember Me – 3:16 (Ashford, Simpson)
3. One Love in My Lifetime – 3:56 (Terri McFaddin, Lawrence Brown, Leonard Perry)
4. Reach Out and Touch (Somebody's Hand) – 3:02 (Ashford, Simpson)
5. Good Morning Heartache – 2:20 (Irene Higginbotham, Ervin Drake, Dan Fisher)

### Versione internazionale
Side A
1. Touch Me in the Morning – 3:52 (Masser, Miller)
2. Love Hangover – 7:49 (McLeod, Sawyer)
3. I'm Still Waiting – 2:50 (Richards)
4. Last Time I Saw Him – 2:50 (Masser, Sawyer)
5. Sorry Doesn't Always Make It Right – 3:19 (Masser)
6. I Thought It Took a Little Time (But Today I Fell in Love) – 3:19 (Masser, Sawyer)
7. Theme from Mahogany (Do You Know Where You're Going To) – 2:50 (Masser, Goffin)

Side B
1. Ain't No Mountain High Enough – 6:16 (Ashford, Simpson)
2. Remember Me – 3:16 (Ashford, Simpson)
3. One Love in My Lifetime – 3:56 (McFaddin, Brown, Perry)
4. Good Morning Heartache – 2:20 (Higginbotham, Drake, Fisher)
5. All of My Life – 3:29 (Michael Randall)
6. Reach Out and Touch (Somebody's Hand) – 3:02 (Ashford, Simpson)
7. Doobeedoo'Ndoobe, Doobeedoo'Ndoobe, Doobeedoo'Ndoo – 4:50 (Richards)